# فيليتسيا ستيوارت
فيليتسيا ستيوارت (بالإنجليزية: Felicia Stewart)‏ هي طبيبة أمريكية، ولدت في 1943، وتوفيت في 2006.